# Maureen Forrester
Maureen Kathleen Stewart Forrester CC (Montréal, 25 luglio 1930 – Toronto, 16 giugno 2010) è stata un contralto canadese.

## Biografia
Nata in una povera famiglia di Montréal, a 13 anni dovette abbandonare la scuola per andare a guadagnare qualcosa: lavorò come segretaria alla Bell Telephone, e nel frattempo riuscì a pagarsi lezioni di canto presso Sally Martin, Frank Rowe e il baritono Bernard Diamant.
Il suo debutto in un recital avvenne alla sezione locale del YWCA (Young Women's Christian Association) nel 1953: il suo accompagnatore era John Newmark, che sarebbe rimasto suo collaboratore per tutta la vita. In concerto si esibì per la prima volta nella Sinfonia n. 9 di Ludwig van Beethoven con l'orchestra sinfonica di Montréal diretta da Otto Klemperer.
In seguito, fece lunghe tournée in Canada e in Europa con le Jeunesses Musicales. Si esibì per la prima volta a New York nella Town Hall nel 1956. Bruno Walter, in cerca della giusta voce di contralto per la Sinfonia n. 2 di Gustav Mahler la invitò a cantare per lui: questo fu l'inizio di una grande amicizia e di un proficuo rapporto di collaborazione. Walter era stato allievo di Mahler, e insegnò alla Forrester come interpretare i suoi lavori. Maureen Forrester cantò anche al concerto di addio di Walter con la New York Philharmonic nel 1957. Le interpretazioni di Mahler resero la Forrester celebre; tra le sue doti vi erano anche una grande energia (arrivò a fare 120 esibizioni in un anno), una perfetta pronuncia della lingua tedesca e un grande senso drammatico, che la rese un'apprezzata interprete di Lieder. Si cimentò anche nell'opera.
Fu molto attiva nel promuovere i nuovi lavori dei compositori canadesi, che inseriva sempre nei suoi programmi, specialmente quando si esibiva all'estero. Dal 1983 al 1988 ebbe un seggio nel Canada Council for the Arts. Nel 1967 venne nominata Companion dell'Ordine del Canada; in seguito ricevette anche molti altri titoli onorifici. Fu rettrice (Chancellor) della Wilfrid Laurier University dal 1986 al 1990 ed è stata membro della Canadian Music Hall of Fame. Nel 2003 venne nominata ufficiale del National Order of Quebec.
Era sposata con il direttore d'orchestra Eugene Kash, dal quale ha avuto cinque figli, tra cui gli attori Linda Kash e Daniel Kash.
È morta nel 2010 all'età di 79 anni.